# Lago Atlin
O lago Atlin é um lago localizado no noroeste da Colúmbia Britânica, Canadá, sendo o maior lago natural desta província. 
A ponta norte do lago está no Yukon, no entanto, a maior parte do lago está dentro do Distrito Atlin na Colúmbia Britânica. O Atlin é considerado a fonte do rio Yukon, embora seja realmente drenado através do rio Atlin via lago Tagish.